# John Klanac
John Anthony Klanac (Buffalo, 20 luglio 1988) è un ex pallavolista e allenatore di pallavolo statunitense, di ruolo schiacciatore, assistente allenatore della Rice.

## Carriera

### Giocatore
La carriera di John Klanac inizia a livello giovanile con l'Eden Power Station Club, giocando parallelamente anche a livello scolastico, con la Orchard Park HS. Al termine delle scuole superiori, entra a far parte della squadra di pallavolo maschile della Ohio State, prendendo parte alla NCAA Division I dal 2007 al 2011: dopo aver saltato la prima stagione, raggiunge ogni anno la Final 4, aggiudicandosi il titolo nel suo ultimo anno.
Terminata la carriera universitaria, firma il suo primo contratto professionistico per la stagione 2011-12, approdando nella 1. Bundesliga tedesca col Bottrop 90, per poi essere ingaggiato nella Lentopallon Mestaruusliiga finlandese per la stagione seguente, difende i colori del Kokkolan Tiikerit, vincendo lo scudetto.
Nel campionato 2013-14 è in Belgio col Waremme, ma lascia il club già prima della fine del 2013, terminando l'annata negli Emirati Arabi Uniti con l'Al-Nasr. Nel campionato seguente gioca invece nella Divizia A1 rumena col Baia Mare; al termine di questa esperienza gioca l'edizione 2015 della Liga de Voleibol Superior Masculino coi Patriotas de Lares, senza tuttavia concludere il torneo. In seguito non firma più alcun contratto, concludendo così la sua carriera.

### Allenatore
Nel 2015 entra a far parte dello staff di Blair Brown come assistente allenatore volontario alla SUNY Buffalo, dove resta per un biennio. Ricopre poi il ruolo di direttore delle operazioni alla Houston, nel 2017, prima di essere ingaggiato come assistente allenatore dalla Rice, nello staff di Genny Volpe.

## Palmarès

### Nazionale (competizioni minori)
- NCAA Division I: 1

2011
- Campionato finlandese: 1

2012-13

### Premi individuali
- 2011 - NCAA Division I: University Park National All-Tournament Team